# Leucon robustus
Leucon robustus är en kräftdjursart som beskrevs av Hansen 1920. Leucon robustus ingår i släktet Leucon och familjen Leuconidae. Inga underarter finns listade i Catalogue of Life.